# Tanaecia apsarasa
Tanaecia apsarasa är en fjärilsart som beskrevs av Vollenhoven 1862. Tanaecia apsarasa ingår i släktet Tanaecia och familjen praktfjärilar. Inga underarter finns listade i Catalogue of Life.